# Nervo facciale

Schema del decorso del nervo faciale

Il nervo faciale (o facciale), costituisce il VII paio di nervi cranici e comprende due distinti nervi: il faciale propriamente detto e l'intermedio. Assieme ai nervi trigemino (V paio), glossofaringeo (IX paio) e vago (X paio) rappresenta uno dei quattro nervi cranici misti, cioè composti sia da fibre sensitive (afferenti) che da fibre motrici (efferenti).
La descrizione anatomica classica prevede la distinzione del nervo faciale in due nervi, in base al tipo di fibre nervose che contengono:
- Il nervo faciale propriamente detto contiene fibre motrici somatiche per l'innervazione dei muscoli mimici e degli altri muscoli derivati del secondo arco branchiale e fibre parasimpatiche pregangliari visceroeffettrici per le ghiandole lacrimali e per le ghiandole della mucosa del naso e del palato.
- Il nervo intermedio (del Wrisberg) comprende fibre sensitive somatiche e viscerali, che hanno una origine comune nel ganglio genicolato e si portano rispettivamente a una ristretta area del padiglione auricolare e ai 2/3 anteriori della lingua, e fibre parasimpatiche pregangliari visceroeffettrici per le ghiandole salivari sottomandibolare e sottolinguale. Viene considerato un nervo a sé stante[1].

## Origine reale
Essendo un nervo misto, possiede fibre motrici e sensitive, sia somatiche che viscerali, con i rispettivi nuclei distribuiti tra la regione caudale del ponte ed il bulbo.
- Le fibre motorie somatiche originano dal nucleo del nervo faciale, collocato nella porzione caudale del tegmento del ponte, anteriormente e caudalmente rispetto al nucleo del nervo abducente (VI); si fanno quindi posteriori a tale nucleo formando un'ansa che sul pavimento del IV ventricolo appare come un rigonfiamento, detto collicolo facciale. Decorrono poi anteriormente per emergere sul solco bulbo-pontino. Le fibre motorie somatiche innervano la maggior parte dei muscoli mimici del volto, il muscolo platisma, il muscolo stiloioideo, il muscolo stapedio e il ventre posteriore del muscolo digastrico. È possibile suddividere il nucleo del nervo faciale in più subnuclei e ciò è dovuto dal fatto che i diversi subnuclei sono raggiunti sia da fibre omolaterali che controlaterali. Nello specifico l'innervazione dei muscoli della fronte e delle palpebre origina dal subnucleo che riceve sia fibre controlaterali che omolaterali, mentre l'innervazione dei muscoli mimici della regione inferiore della faccia origina dal subnucleo che riceve sole fibre controlaterali. Lesioni ai motoneuroni superiori o inferiori del nervo faciale possono infatti essere riconosciute distintamente tenendo conto della innervazione omolaterale e controlaterale appena descritta. Raggiungono il nucleo del nervo faciale anche fibre sensitive per il riflesso corneale e per il riflesso congiuntivale.
- Le fibre sensitive somatiche, essendo formate da neuroni pseudounipolari, hanno origine reale nel ganglio genicolato (che fa capo anche alla componente sensitiva viscerale), a livello del primo ginocchio del nervo faciale durante il suo decorso intrapetroso. Raccolgono la sensibilità generale del padiglione auricolare, della cute del meato acustico esterno e della parete laterale della membrana del timpano. Le fibre penetrano nel tronco encefalico assieme al nervo intermedio per poi affiancarsi alle fibre del tratto spinale del nervo trigemino fino a contrarre sinapsi con il nucleo spinale del nervo trigemino. Posto ciò, nella letteratura si è solitamente concordi a descrivere queste fibre come facenti parti del nervo intermedio; è bene ricordare, a tal proposito, che il decorso di tali fibre è del tutto particolare: nel tratto discendente del canale faciale le fibre sensitive somatiche seguono le fibre motrici somatiche fino al foro sfenopalatino e lì si dividono nuovamente, a trovare il ramo auricolare del nervo vago. Con esso raggiungeranno il padiglione auricolare e il meato acustico esterno, fino alla membrana del timpano.[2]
- Le fibre effettrici viscerali originano dal nucleo salivatorio superiore e dal nucleo muconasolacrimale. Dal nucleo salivatorio superiore, situato caudalmente al nucleo del nervo faciale, originano le fibre pregangliari che costituiscono parte del nervo intermedio. Queste, a livello del secondo segmento lungo il decorso intrapetroso del faciale, abbandonano il canale faciale come corda del timpano, per portarsi, dopo essersi anastomizzate con il nervo linguale, al ganglio sottomandibolare (e, se presente, al ganglio sottolinguale), da cui origineranno le fibre postgangliari eccitosecretrici per l'innervazione parasimpatica delle ghiandole sottomandibolare e sottolinguale. Dal nucleo muconasonacrimale (o lacrimale o di Yagida) originano le fibre pregangliari dirette al ganglio pterigopalatino. Si è solitamente concordi nel considerare le fibre che originano dal nucleo muconasolacrimale come costituenti del nervo faciale propriamente detto, tuttavia è possibile trovare autori che le classificano come costituenti del nervo intermedio. Sicuro è che abbandonano il nervo faciale a livello del ganglio genicolato per portarsi nuovamente nella fossa cranica media come nervo grande petroso superficiale. Lì si uniscono con le fibre ortosimpatiche del nervo petroso profondo, costituendo il nervo vidiano, e assieme raggiungono il ganglio pterigopalatino, dove contraggono sinapsi con fibre postgangliari eccitosecretrici che, seguendo il decorso dei rami del nervo mascellare, innerveranno le ghiandole lacrimale, della mucosa del naso e del palato. Seguono il decorso delle fibre per le ghiandole della mucosa del palato anche alcuni fibre per la sensibilità gustativa del palato molle. Dette fibre non si arresteranno però nel ganglio pterigopalatino, ma raggiungono il corpo cellulare posto nel ganglio genicolato per poi raggiungere, assieme alle fibre sensitive viscerali del nervo intermedio, il nucleo del tratto solitario.
- Le fibre sensitive viscerali  originano, essendo anch'esse formate da neuroni pseudounipolari, dal ganglio genicolato. Raccolgono la sensibilità specifica dei due terzi anteriori della lingua anastomizzandosi con il nervo linguale e, decorrendo in direzione centripeta come corda del timpano, raggiungono il ganglio genicolato. Da qui, senza fermarsi, continuano come nervo intermedio fino all'estremità superiore del nucleo del tratto solitario, detta nucleo gustativo. Il nucleo del tratto solitario riceve anche la sensibilità del nervo vago e del nervo glossofaringeo. Una volta giunte nella porzione craniale del nucleo del tratto solitario le fibre risalgono nel ponte fino all'area gustativa pontina, associata al nucleo sensitivo pontino del nervo trigemino. Da qui, insieme a tutte le afferenze sensitive trigeminali che costituiscono il robusto lemnisco trigeminale, le fibre sensitive risalgono fino al talamo, arrestandosi nel nucleo ventrale postero-mediale. Da qui alcune fibre giungono alla corteccia telencefalica nell'area gustativa (area 43 di Brodmann), situata nel lobo dell'insula anche se ci sono dubbi al riguardo. Altre fibre giungono all'ipotalamo e all'amigdala, dirette poi al lobo limbico con funzioni associative del sapore di alcuni alimenti ad un particolare tipo di sensazione piacevole o spiacevole, relativi al ricordo della situazione in cui sono stati assaggiati. Nel nucleo gustativo contraggono sinapsi anche fibre dirette ai nuclei salivatori superiore e inferiore (per la produzione di saliva) e fibre dirette al nucleo ambiguo e al nucleo del nervo ipoglosso (per i movimenti riflessi di lingua e faringe).

## Decorso

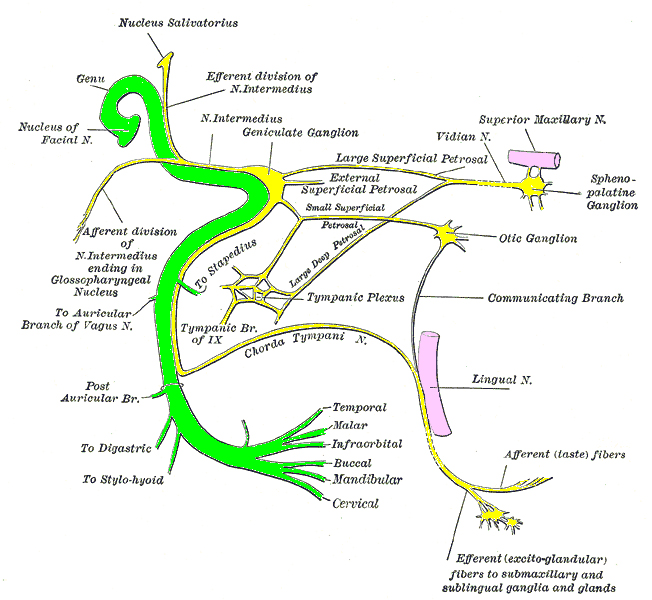
Rami del nervo faciale propriamente detto (raffigurato in verde) e del nervo intermedio (raffigurato in giallo)

Il nervo faciale propriamente detto e il nervo intermedio di Wrisberg emergono assieme da due radici distinte a livello dell'angolo ponto-cerebellare, nella fossetta sopraretrolivare, ventralmente e medialmente all'emergenza del nervo statoacustico. La radice mediale corrisponde al nervo faciale propriamente detto, mentre la radice laterale al nervo intermedio. Le due radici decorrono assieme lungo la fossa cranica posteriore, fino a raggiungere il meato acustico interno. Lo penetrano (associati al nervo statoacustico, che però si ferma nel meato acustico interno) e alla sua estremità cieca si continuano in un canale osseo proprio, detto canale del nervo faciale. Il decorso intraosseo, detto intrapetroso, è suddiviso in tre segmenti, percorrendo i quali il nervo faciale emette tre rami collaterali.
Il primo segmento, chiamato labirintico, è perpendicolare all'asse maggiore della piramide dell'osso temporale e termina con un ginocchio, dov'è collocato il ganglio genicolato. A livello di questo ginocchio le fibre effettrici viscerali pregangliari originate dal nucleo muconasolacrimale dirette al ganglio pterigopalatino abbandonano le altre fibre per dare il primo ramo collaterale intrapetroso: il nervo grande petroso superficiale. Contiene, come già detto, fibre per l'innervazione parasimpatica delle ghiandole lacrimali e della mucosa del naso e del palato, oltre a poche fibre per la sensibilità gustativa del palato molle. Abbandona il nervo faciale attraversando lo iato del canale faciale (o iato del canale del nervo grande petroso) per portarsi in avanti, in basso e medialmente, lungo la fossa cranica media, in un solco proprio sulla superficie anteriore della piramide dell'osso temporale, ricoperto dalla dura madre, fino a raggiungere il foro lacero anteriore. Dunque lo perfora per unirsi, nella fossa infratemporale, al nervo petroso profondo e formare il nervo vidiano (o nervo del canale pterigoideo), che raggiungerà il ganglio pterigopalatino decorrendo lungo il canale pterigoideo. Il decorso delle fibre postgangliari è già trattato descrivendo l'origine reale delle fibre effettrici viscerali.
Dopo avere dato il nervo grande petroso superficiale a livello del primo ginocchio, il nervo faciale continua il suo decorso lungo il canale faciale nel secondo segmento, detto timpanico, parallelo all'asse maggiore della piramide del temporale. Percorrendo questo segmento il nervo faciale, all'interno del suo canale, si fa posteriore, passando al di sopra della finestra ovale. Non emette rami e termina in un secondo ginocchio, meno accentuato del primo, al di sotto del canale semicircolare laterale. Ha origine qui l'ultimo tratto del decorso intrapetroso, ovvero il terzo segmento.
In prossimità del secondo ginocchio il nervo faciale si fa progressivamente verticale, procedendo in direzione caudale, nuovamente perpendicolare all'asse maggiore della piramide del temporale. Forma, in questo senso, il terzo segmento, detto anche mastoideo, tra la cavità del timpano anteriormente e il processo mastoideo posteriormente, condividendo strettamente il canale osseo assieme all'arteria stilomastoidea. Lungo il terzo segmento vengono emessi gli ultimi due rami intracranici: il primo, in senso rostro-caudale, è il nervo stapedio, composto da poche fibre motrici somatiche destinate a innervare il muscolo stapedio, il secondo è la corda del timpano, composto da fibre sensitive viscerali e da fibre effettrici viscerali pregangliari, che abbandona il nervo faciale poco prima del foro stilomastoideo per portarsi all'interno della cavità del timpano. Lì forma un arco che passa tra incudine e martello, si porta verso la parete anteriore della cavità timpanica e la abbandona per il tramite della fessura petrotimpanica, trovandosi nella fossa infratemporale, posteriormente all'ATM, in corrispondenza del margine posteriore della spina angolare dell'osso sfenoide. Procede dunque verso il basso e in avanti, profondamente al muscolo pterigoideo laterale, accolto in una doccia scavata sulla parete mediale della spina angolare, fino a trovare, a livello del margine inferiore del muscolo pterigoideo laterale, le fibre del nervo linguale. Le fibre sensitive viscerali raggiungono, procedendo come nervo linguale, la sensibilità gustativa dei due terzi anteriori della lingua mentre le fibre effettrici viscerali, dopo aver percorso un breve tratto come nervo linguale, lo abbandonano a livello della faccia superiore della ghiandola sottomandibolare per terminare nel ganglio sottomandibolare, dove prenderanno sinapsi fibre eccitosecretrici postgangliari per l'innervazione parasimpatica delle ghiandole sottomandibolare e sottolinguale.
Il terzo segmento, e quindi il decorso intrapetroso, termina con il foro stilomastoideo. È a questo punto che il nervo faciale abbandona le poche fibre sensitive somatiche deputate alla sensibilità del padiglione auricolare, della cute del meato acustico esterno e della parete laterale della membrana del timpano. Vengono emessi altri due rami, composti da fibre motorie somatiche: uno è il nervo auricolare posteriore, che decorre indietro e in alto per raggiungere, dopo essersi anastomizzato con il nervo grande auricolare, i muscoli striati auricolari posteriori e il muscolo occipitale; l'altro è il tronco comune dei due nervi per l'innervazione del ventre posteriore del muscolo digastrico e del muscolo stiloioideo. Le fibre rimaste del nervo faciale propriamente detto penetrano in un unico tronco nel parenchima della ghiandola parotide, all'interno della quale, a livello del collo della mandibola, si divide nei suoi due rami terminali: il tronco temporofacciale e il tronco cervicofacciale. Dal tronco temporofacciale, che si porta verso l'alto, originano i rami temporale, zigomatico e buccale, che innervano i muscoli mimici al di sopra della commessura labiale, mentre dal tronco cervicofacciale originano i rami mandibolare e cervicale, che innervano l'uno i muscoli del labbro inferiore e del mento, l'altro il muscolo platisma.
È bene ricordare che la distribuzione di questa rete di nervi, che forma il cosiddetto plesso parotideo, è molto variabile, tuttavia differenze sulla innervazione terminale di tale plesso sono piuttosto rare.

## Patologia
Il nervo faciale può essere sede di tumori, che più spesso si sviluppano nell'angolo pontocerebellare. Molto frequente tra le patologie a carico di questo nervo risulta essere la paralisi facciale, che può essere centrale o periferica, a seconda che questa colpisca i centri nervosi centrali o periferici. Spesso anche tumori che coinvolgono il nervo statoacustico (VIII) possono danneggiare il faciale data la loro vicinanza soprattutto nella fossa cranica media.
- La paralisi facciale centrale è dovuta a lesioni delle vie piramidali legate al nucleo del nervo; causa la paresi dei muscoli mimici della metà inferiore del viso dal lato controlaterale a quello della lesione.
- La paralisi facciale periferica, detta anche paralisi di Bell, è dovuta a lesioni del nervo, della sua radice o delle sue fibre dovuta ad un colpo di freddo molto intenso o ad Herpes zoster. Causa la paresi di tutti i muscoli mimici della metà del viso colpita da lesione.

Lesioni che coinvolgono i nuclei viscerali invece portano a difficoltà nella secrezione salivare, nella secrezione lacrimale o anche la disgeusia (difficoltà nel percepire e distinguere i gusti).